# Rock and roll y fiebre
«Rock and roll y fiebre» es la segunda canción del disco Buscando un amor; perteneciente al músico de rock argentino Pappo. Fue editado a fines del año 2003 y fue el primer corte de difusión de la placa.

## Interpretación
En una entrevista realizada para el diario Clarín del 10 de octubre de 2003; en vísperas de la salida de su octavo trabajo discográfico como solista; el guitarrista explicó:  

Es un tema basado en la ruta, los bares de rock y cosas que todavía nosotros necesitamos. El rock and roll es una raza.
Pappo en 2003.

## Video
Asimismo, la canción contó con un videoclip en donde al "Carpo" se lo ve junto a su banda en un bar de carretera (sede de Jinetes del Asfalto MC 1%) y centenares de clientes bailando al ritmo de la canción.